# Шашкевич Олександр
Олександр Антонович Шашкевич (31 грудня 1853, Буда — 18 грудня 1910, Відень) — український військовик, генерал австро-угорської армії. Небіж о. Маркіяна Шашкевича.

## Біографія
Народився 31 грудня 1853 р. в Офені (Будапешт) у сім'ї молодшого брата Маркіяна Антона, який першим з Шашкевичів став професійним військовим. На час народження першого сина Антон був вже гауптманом (капітаном) австрійської армії, а службу закінчив майором в Будапешті.

## Навчання
О. Шашкевич після навчання в гімназії також вступає до інституту кадетів у Гайнбурзі, а згодом — до вищого виховавчого дому у Санкт-Пельтені. Отримавши середню освіту, Олександр вступив до одного із найкращих військово-навчальних закладів тогочасної Австро-Угорщини — Військової академії Марії-Терезії у Вінер-Нойштадті. Академія готувала офіцерів з вищою освітою для піхоти і кавалерії. Проте по її закінченню у 1874 р. він, отримавши звання лейтенанта імператорської армії, був призначений до полку піонерів (підрозділи інженерних військ, які діяли разом з піхотою, попереду її, прокладаючи шлях на полі бою при наступі і допомагаючи будувати оборону проти ворога).
У листопаді 1877 р. вступає на навчання до Офіцерської військової школи у Відні (австрійської академії Генерального штабу). 1879 р. по її закінченні, він був приділений до корпусу офіцерів Генерального штабу (еліти австрійської армії), що для українця було подією вкрай винятковою.

## Професійний шлях
Після призначення у Генштаб О.Шашкевича направили для подальшого проходження служби до Львова, спочатку до штабу 1-ї піхотної дивізії, а далі, у листопаді 1880 р. — начальником штабу 21 -ї піхотної бригади цієї ж дивізії (також розташовану у місті). З квітня 1882 р. він вже начальник штабу 22-ї піхотної бригади 11-ї піхотної дивізії у Львові. В цей час він знайомиться з галицькими піхотними полками дивізії, в яких проходили службу переважно українці Галичини.
У травні 1882 — гауптман 1 класу Топографічного бюро. З травня 1886 року — проходить службу у телеграфному бюро Генштабу. 21 грудня 1889 р. О. Шашкевич знов вирушає на службу у війська: він призначений начальником штабу 35-ї піхотної дивізії у Колошварі. З травня 1890 р. за особистим розпорядженням австрійського імператора був підвищений у званні до майора Генерального штабу. 1892 року його переводять до Офіцерської військової школи у Відні — кузні кадрів Генерального штабу. Тут він викладає історію війн та стратегію — основу підготовки майбутніх офіцерів генерального штабу. (1 травня 1893 р. він став підполковником, а 1 травня 1896 р. — полковником). 2 жовтня цього ж року він закінчує свою успішну науково-викладацьку діяльність і переходить на службу до військ. Полковника О. Шашкевича призначають командиром 2-го батальйону піхотного полку Сергія Олександровича, великого князя Росії, а вже 1898 р. його призначають начальником штабу XV-го корпусу в Сараєві, у Боснії і Герцеговині, яку Австрія окупувала ще 1878 р.
Після нового призначення, Шашкевич став, за визначенням командування «тямущим та невтомним помічником коменданта корпусу у військових та технічних питаннях, а також своєю люб'язною та невтомною вдачею надавав неоцінимі послуги державному урядові».
1899 р. він стає Генеральним інспектором піонерів — найвищою посадою у тому роді військ, в якому він починав свою офіцерську кар'єру. Вже 10 листопада 1900 р. отримує звання генерал-майора.
25 жовтня 1907 р. Шашкевич призначається командиром 12-ї піхотної дивізії 1-го армійського корпусу у Кракові. Одночасно за великі заслуги з реформування піонерних частин він був нагороджений імператором Францом Йосифом І кавалерським Хрестом ордена Леопольда — однією з найвищих нагород Австро-Угорщини. Згодом він отримує звання фельдмаршала-лейтенанта (генерала-лейтенанта) — найвищий ранг, який досягали українці в австро-угорській армії.
У зв'язку із різким погіршенням стану здоров'я, О. Шашкевич змушений у 1909 р. просити про відставку (його посаду успадкував за ним його колега по службі у краківському гарнізоні, командир місцевої дивізії кавалерії фельдмаршал-лейтенант Е. Бьом-Ермоллі, відомий з часів І Світової війни командувач 2-ї армії, яка звільнила в 1915 р. Львів від російської окупації).
У Відні 18 грудня 1910 р. після важкої хвороби О. Шашкевич помер. Відспівували його у віденській греко-католицькій церкві св. Варвари. Там же, у Відні, його і поховано.

## Нагороди
- Хрест Військових Заслуг — указ цісаря від 21 квітня 1886 p.;
- Орден Залізної Корони III класу — за науково-викладацьку діяльність в Офіцерській військовій школі;
- Лицарський хрест ордена Леопольда (1907)[1].

## Родинні зв'язки
Олександр Шашкевич походив з родини, яка дала декілька видатних культурних та церковних діячів Галичини. Старшим братом Антона Семеновича, батька Олександра, був видатний письменник, поет, духовний просвітитель, натхненник національного пробудження Галичини, Шашкевич Маркіян Семенович (1811—1843), а його син Шашкевич Володимир Маркіянович (1839—1885), приходився Олексію, кузеном. Кузеном Антона Семеновича був український галицький громадсько-політичний і церковний діяч Шашкевич Григорій (1809—1888). Онуком одного з братів батька Олександра Шашкевича, був отаман УГА Шашкевич Богуслав (1888—1935).
Олександр Шашкевич, як і його двоюрідний брат Теодор, були холостяками, і не залишили по собі потомства. Це було результатом специфічного підходу до питань одруження серед офіцерського корпусу австрійської армії. Від офіцерів, що хотіли одружитись, вимагали гарантій утримання на належному майновому рівні майбутньої родини. Для цього офіцер мав довести свою спроможність отримувати певний щорічний дохід на рік, визначений австрійською владою, що був дуже високим. Тож і О. Шашкевич, який не мав великих грошових доходів, спочатку не міг через це оженитися. А далі, вже полковником та генералом, звикши, як і інші офіцери, до холостого життя, вже не мав бажання заводити сім'ю.